# Dromicodryas quadrilineatus
Espèce
Synonymes
- Herpetodryas quadrilineatus Duméril, Bibron & Duméril, 1854

Statut de conservation UICN

 LC  : Préoccupation mineure
Dromicodryas quadrilineatus est une espèce de serpents de la famille des Lamprophiidae. 

## Répartition
Cette espèce est endémique de Madagascar (île de Nosy Be comprise).

## Publication originale
- Duméril, Bibron & Duméril, 1854 : Erpétologie générale ou histoire naturelle complète des reptiles. Tome septième. Première partie, p. 1-780 (texte intégral).